# Shijō
L'emperador Shijō (四条 天皇, Shijo-Tennō, 17 de març del 1231 - 10 de febrer del 1242) va ser el 87è emperador del Japó, segons l'ordre tradicional de successió. Va regnar entre 1232 i 1242. Abans de ser ascendit al Tron de Crisantem, el seu nom personal (imina) era Príncep Imperial Mitsuhito. També era conegut com a Príncep Imperial Toshito.

## Biografia
L'emperador Shijo va assumir el tron després de l'abdicació de l'emperador Go-Horikawa i va governar entre el 26 d'octubre del 1232 i el 10 de febrer de 1242, data de la seva mort.
Realment no exercia cap poder, el seu pare va exercir com a emperador enclaustrat fins a la seva mort en 1234. Posteriorment l'administració va ser dirigida pels seus familiars materns Kujō Michiie i Saionji Kintsune.
Va morir el 1242 als deu anys, després d'un accident. No va deixar hereus.